# Eufrosina Popescu
Eufrosina Popescu (n. 20 octombrie 1821, București, Țara Românească – d. 3 noiembrie 1900) a fost o actriță română.

## Biografie
Absolventă a școlii de muzică și a „Societății filarmonice”, a activat atât în teatrul dramatic, cât și în cel liric. A cultivat o artă interpretativă realistă.
A creat roluri din dramaturgia românească (Vasile Alecsandri, piesele lui V.A. Urechia, Gheorghe Sion, Alexandru Macedonski), dar și din piese aparținând repertoriului universal: Hyacintha („Vicleniile lui Scapin” de Molière), Rosina („Nunta lui Figaro” de Pierre Caron de Beaumarchais), Regina („Don Carlos” de Schiller) etc.
Cântăreață de renume european, cunoscută sub numele de Marcolini, a înregistrat succese în diverse orașe cu tradiții muzicale, ca Veneția, Florența, Milano, Nisa.
După 1859, stabilită în țară, Euforsina Popescu a făcut parte din diferite asociații actoricești.